# Имало едно време в Анадола
„Имало едно време в Анадола“ (на турски: Bir Zamanlar Anadolu’da) е турско-босненски драматичен филм от 2011 година на режисьора Нури Билге Джейлан. Сценарият е на Джейлан в съавторство с Ерджан Кесал и Ебру Джейлан. Главните роли се изпълняват от Мухаммет Узунер, Йълмаз Ердоан и Танер Бирсел.

## Сюжет
В центъра на сюжета са следовател, прокурор и съдебен лекар, които издирват труп в слабо населена област в Анадола.

## Награди и Номинации
На кинофестивала в Кан „Имало едно време в Анадола“ печели голямата награда на журито и е номиниран за „Златна палма“.